# Yangdŏk
Yangdŏk (kor. 양덕군, Yangdŏk-gun) – powiat w Korei Północnej, w prowincji P’yŏngan Południowy. W 2008 roku liczył 61 355 mieszkańców. Graniczy z powiatami Ch’ŏnnae i Pŏptong (prowincja Kangwŏn) od południowego wschodu, z regionem Sudong (prowincja Hamgyŏng Południowy) od wschodu, Sinp’yŏng (prowincja Hwanghae Północne) od południowego zachodu, a także z powiatem Sin’yang od północnego zachodu. Przez powiat przebiega najdłuższa w kraju 819-kilometrowa linia P’yŏngna, łącząca stolicę Korei Północnej, Pjongjang, ze znajdującą się w północno-wschodniej części kraju specjalną strefą ekonomiczną Rasŏn.

## Historia
Przed wyzwoleniem Korei spod okupacji japońskiej powiat składał się z 9 miejscowości (kor. myŏn) oraz 69 wsi (kor. ri). W obecnej formie powstał w wyniku gruntownej reformy podziału administracyjnego w grudniu 1952 roku. W jego skład weszły wówczas tereny należące wcześniej do miejscowości Yangdŏk, Tong'yang, Onch'ŏn i Taeryun. Powiat Yangdŏk składał się wówczas z jednego miasteczka (Yangdŏk-ŭp) i 22 wsi. W 1967 roku powiat powiększył się o wsie P’yŏngwŏn i Songdong.

## Podział administracyjny powiatu
W skład powiatu wchodzą następujące jednostki administracyjne:
| Nazwa jednostki administracyjnej | Rodzaj jednostki administracyjnej | Hangul | Hancha |
| -------------------------------- | --------------------------------- | ------ | ------ |
| Yangdŏk-ŭp                       | miasteczko                        | 양덕읍 | 陽德邑 |
| T'aehŭng-ri                      | wieś                              | 태흥리 | 太興里 |
| Ponggye-ri                       | wieś                              | 봉계리 | 鳳溪里 |
| Sudŏk-ri                         | wieś                              | 수덕리 | 樹德里 |
| Unch'ang-ri                      | wieś                              | 운창리 | 雲倉里 |
| Sangsin-ri                       | wieś                              | 상신리 | 上信里 |
| Samgye-ri                        | wieś                              | 삼계리 | 三溪里 |
| Kŏsang-ri                        | wieś                              | 거상리 | 巨上里 |
| Ŭnha-ri                          | wieś                              | 은하리 | 隱下里 |
| Il'am-ri                         | wieś                              | 일암리 | 日岩里 |
| Onjŏng-ri                        | wieś                              | 온정리 | 溫井里 |
| Ryongp'yŏng-ri                   | wieś                              | 룡평리 | 龍坪里 |
| Ryong'am-ri                      | wieś                              | 룡암리 | 龍岩里 |
| Sangsŏng-ri                      | wieś                              | 상성리 | 上城里 |
| Tong'yang-ri                     | wieś                              | 동양리 | 東陽里 |
| Ch'u'ma-ri                       | wieś                              | 추마리 | 秋馬里 |
| T'ongdong-ri                     | wieś                              | 통동리 | 通洞里 |
| Sagi-ri                          | wieś                              | 사기리 | 士基里 |
| Kuryong-ri                       | wieś                              | 구룡리 | 九龍里 |